# Forcipomyia neodebenhamae
Forcipomyia neodebenhamae är en tvåvingeart som beskrevs av Ryszard Szadziewski och Art Borkent 2003. Forcipomyia neodebenhamae ingår i släktet Forcipomyia och familjen svidknott.
Artens utbredningsområde är Brunei. Inga underarter finns listade i Catalogue of Life.